# Songs About Girls
Albums de will.i.am
Must B 21
(2003) #willpower
(2013)
Singles
Songs About Girls est le troisième album solo de will.i.am. Il a notamment pour thème l'amour. L'album reçut assez peu de succès, comparé aux résultats des Black Eyed Peas, le groupe dont will.i.am est membre, et l'album The Dutchess de Fergie, autre membre du même groupe.
The Donque Song apparaît dans le film Harold et Kumar s'évadent de Guantanamo.

## Liste des titres
1. Over – 4:00
Produit par will.i.am, sample de Electric Light Orchestra
2. Heartbreaker – 5:27
Produit par will.i.am
3. I Got It from My Mama – 4:01
Produit par will.i.am, sample de Magazine 60
4. She's a Star – 3:47
Produit par Polow da Don
5. Get Your Money – 5:28
Produit par will.i.am, sample de M.A.N.D.Y. et Booka Shade
6. The Donque Song (avec Snoop Dogg) – 4:29
Produit par Fernando Garibay
7. Impatient (avec Dante Santiago) – 4:16
Produit par will.i.am
8. One More Chance – 4:24
Produit par Fernando Garibay
9. Invisible – 3:56
Produit par will.i.am et Paper-Boy
10. Fantastic – 3:25
Produit par will.i.am, sample des Jackson 5
11. Fly Girl – 4:46
Produit par will.i.am
12. Dynamite Interlude – 1:19
13. Ain't It Pretty – 4:35
Produit par Polow da Don
14. Make It Funky – 3:59
Produit par will.i.am
15. S.O.S (Mother Nature) – 4:17
Produit par will.i.am, sample de Paul Simon

### Titres bonus
1. Spending Money – 3:55
Produit par will.i.am
2. Mamma Mia – 3:39
Produit par will.i.am, sample de Ray Charles
3. Damn Damn Damn – 4:28
Produit par will.i.am
4. will.i.am vs. Superblack
Produit par will.i.am

## Classements des ventes
| Classement               | Meilleure position |
| ------------------------ | ------------------ |
| Australie                | 58                 |
| États-Unis Billboard 200 | 38                 |
| France                   | 89                 |
| Monde Mediatraffic       | 35                 |
| Royaume-Uni              | 68                 |
| Suisse                   | 21                 |